# Uidá
Uidá ou Ajudá (em francês: Ouidah; Whydah) é uma cidade e comuna localizada na costa ocidental da África, na atual República de Benim. Segundo censo de 2013, havia 47 616 pessoas no centro urbano, enquanto a comuna possuía 162 034 pessoas. Foi capital do Reino de Uidá e desde 21 de fevereiro de 2021 foi submetida junto a outros sítios históricos do Benim para a lista de Patrimônio Mundial da UNESCO.